# أوهادى (نظام)
أوهادى هو نظام من مؤسسات قانون الشركات ومؤسسات التنفيذ اعتمدته سبع عشرة دولة من غرب ووسط أفريقيا في عام 1993 في بورت لويس، موريشيوس. OHADA هو اختصار للاسم من الفرنسية (بالفرنسية: Organisation pour l'harmonisation en Afrique du droit des affaires)‏ «منظمة مواءمة قانون الأعمال في أفريقيا»، والذي يترجم إلى اللغة العربية باسم «منظمة مواءمة قانون الأعمال في أفريقيا»
تتكون المعاهدة اليوم من 17 دولة أفريقية. وفي البداية، وقّع على المعاهدة أربعة عشر بلداً أفريقياً، وانضمتا (جزر القمر وغينيا) فيما بعد إلى المعاهدة وانضمت جمهورية الكونغو الديمقراطية فيما إلى المعاهدة في 12 أيلول/سبتمبر 2012.
حق الإنضمام مفتوح لجميع البلدان الأفريقية، سواء أكانت أعضاءً في منظمة الوحدة الأفريقية أم لا.
هدفها تعزيز التنمية الاقتصادية في غرب ووسط أفريقيا من خلال خلق مناخ أفضل للاستثمار م في سوق يحتوي على أكثر من 225 مليون مستهلك.
وكمبادرة من غرب ووسط أفريقيا لمواءمة قوانين الأعمال والمؤسسات المنفذة، تهدف المنظمة إلى إيجاد حلول بديلة لانعدام النمو الاقتصادي في أفريقيا جنوب الصحراء الكبرى - وهي المنطقة التي تحدت وتحير الاقتصاديين في مجال التنمية لعدة عقود.والغرض المعلن من المبادرة هو تسهيل وتشجيع الاستثمار المحلي والأجنبي في الدول الأعضاء، وبما أن معظم البلدان المشاركة هي مستعمرات فرنسية سابقة، فإنها تعتمد بشكل رئيسي على نموذج قانوني فرنسي حديث لتحقيق أهدافه. والقوانين التي سنتها المنظمة هي ذات صلة حصرا بالأعمال التجارية. وقد أنشأت معاهدة المنظمة محكمة فوق وطنية (محكمة العدل المشتركة والتحكيم التابعة لمنظمة تنسيق قانون الأعمال التجارية في أفريقيا ) لضمان التوحيد والتفسيرات القانونية المتسقة في جميع البلدان الأعضاء، والتأثير الفرنسي في إجراءات المحكمة واضح. إن القانون الموحد هو أهم أداة للإدماج القانوني. فالعمل الموحد هو تذكّر جميع القواعد القانونية ذات الصلة اللازمة لتيسير الأعمال التجارية في الدول الأعضاء. اعتبارا من اليوم،[متى؟] يتضمن المعاهدة تسعة قوانين موحدة مصدق عليها: القانون التجاري العام، الشركات التجارية ومجموعات المصالح الاقتصادية، قانون المعاملات المضمونة، قانون تسوية الديون، قانون الإعسار، قانون التحكيم، مواءمة المحاسبة المؤسسية، وعقود نقل البضائع، وقانون الشركات التعاونية. ويجري حاليا تنقيح اثنين من القوانين الموحدة (التحكيم والمحاسبة).

## الدول الأعضاء
- بنين[4]
- بوركينا فاسو[4]
- الكاميرون[4]
- جمهورية أفريقيا الوسطى[4]
- تشاد[4]
- ساحل العاج[4]
- جمهورية الكونغو الديمقراطية[4]
- غينيا الاستوائية[4]
- الغابون[4]
- غينيا[4]
- غينيا بيساو[4]
- مالي[4]
- النيجر[4]
- جمهورية الكونغو[4]
- السنغال[4]
- توغو[4]